# Kanał Beagle

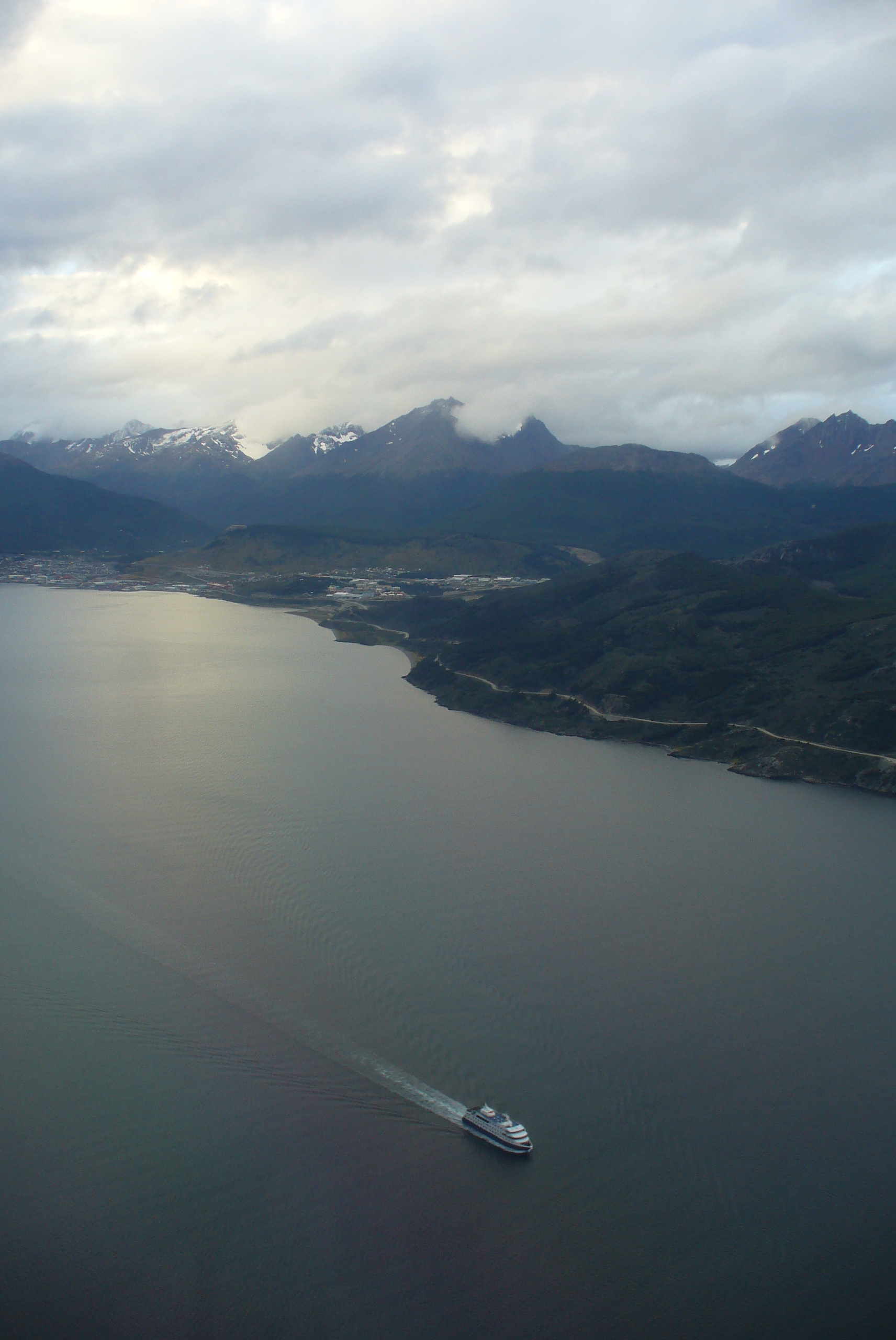
Kanał Beagle

Kanał Beagle (hiszp. canal Beagle) – cieśnina między wyspami archipelagu Ziemi Ognistej, na południowym krańcu kontynentu południowoamerykańskiego. Oddziela wyspę Ziemia Ognista od wysp: Picton, Lennox i Nueva, Navarino, Hoste, Londonderry i pomniejszych wysepek i skał. Przez wschodnią część cieśniny biegnie granica między Argentyną a Chile, część zachodnia należy w całości do Chile. Skrajne punkty cieśniny to Darwin Sound na wschodzie i wyspa Nueva na zachodzie.
Cieśnina ma ok. 370 km długości, średnia szerokość – 3 km, minimalna – 200 metrów, maksymalna głębokość 259 metrów. Wybrzeża skaliste, główne porty nad cieśniną: Ushuaia (w Argentynie) i Puerto Williams (w Chile). Liczne skały podwodne utrudniają nawigację statkom.

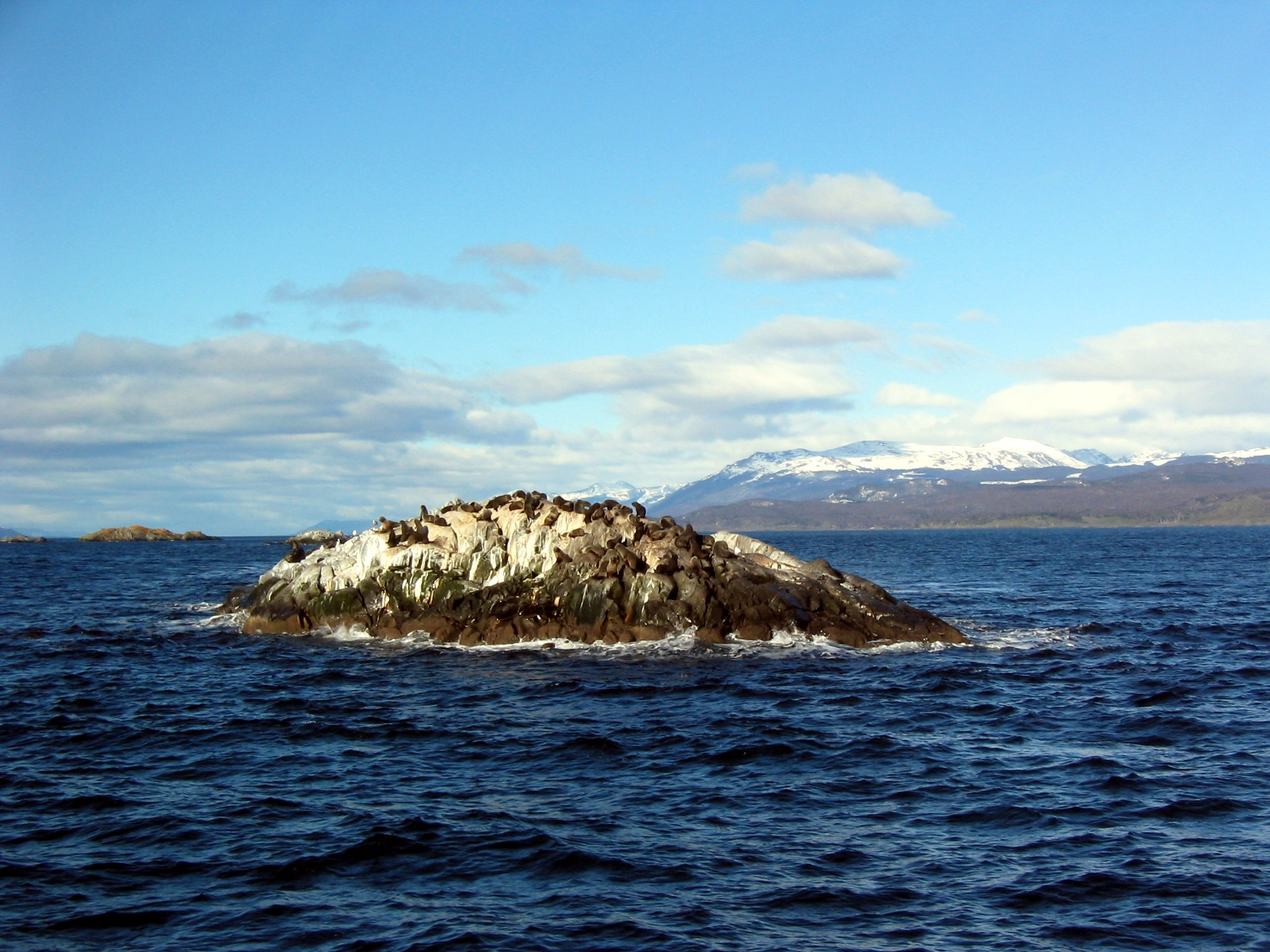
Lwy morskie na La Isla de Los Lobos
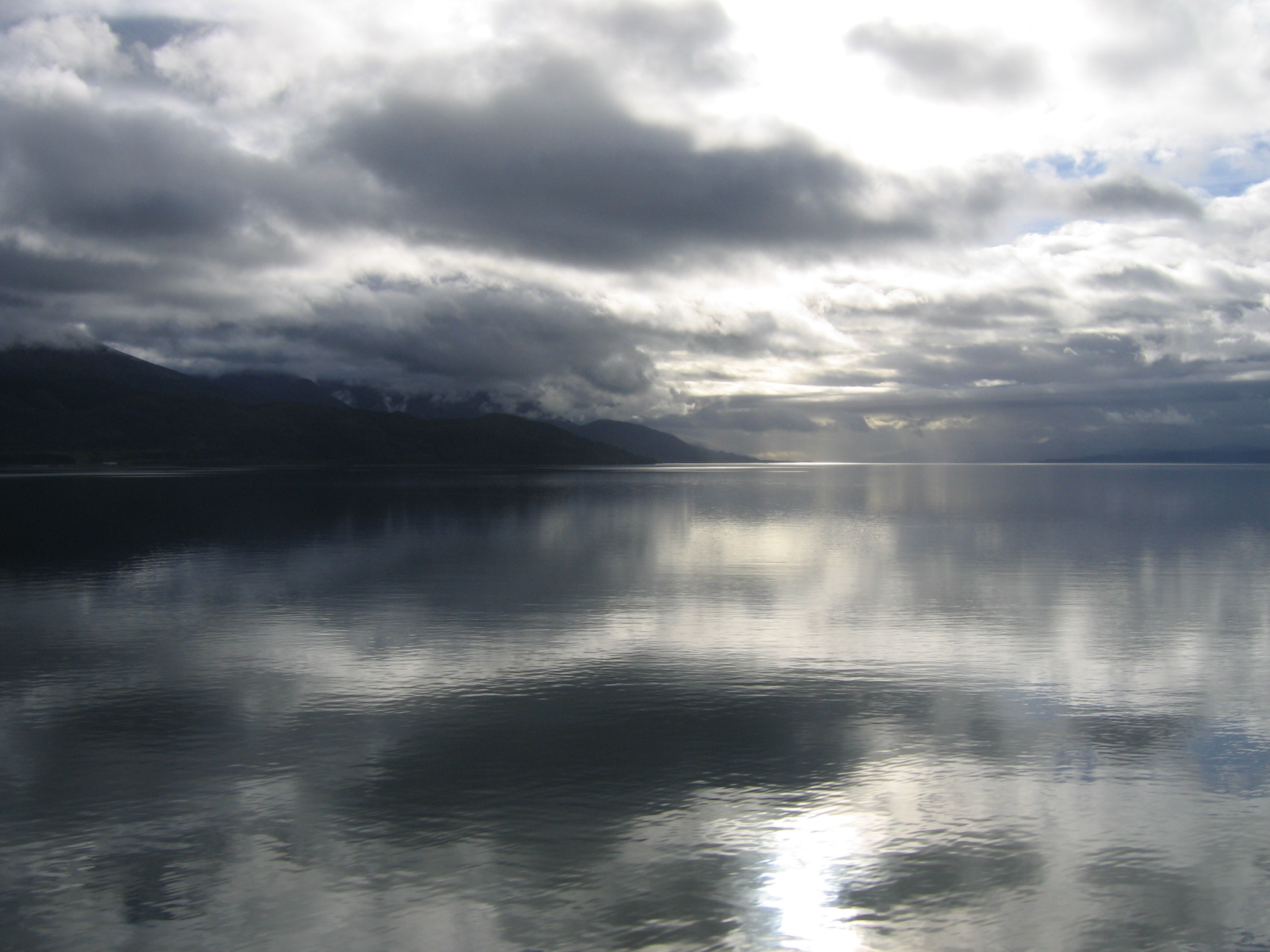
Kanał Beagle
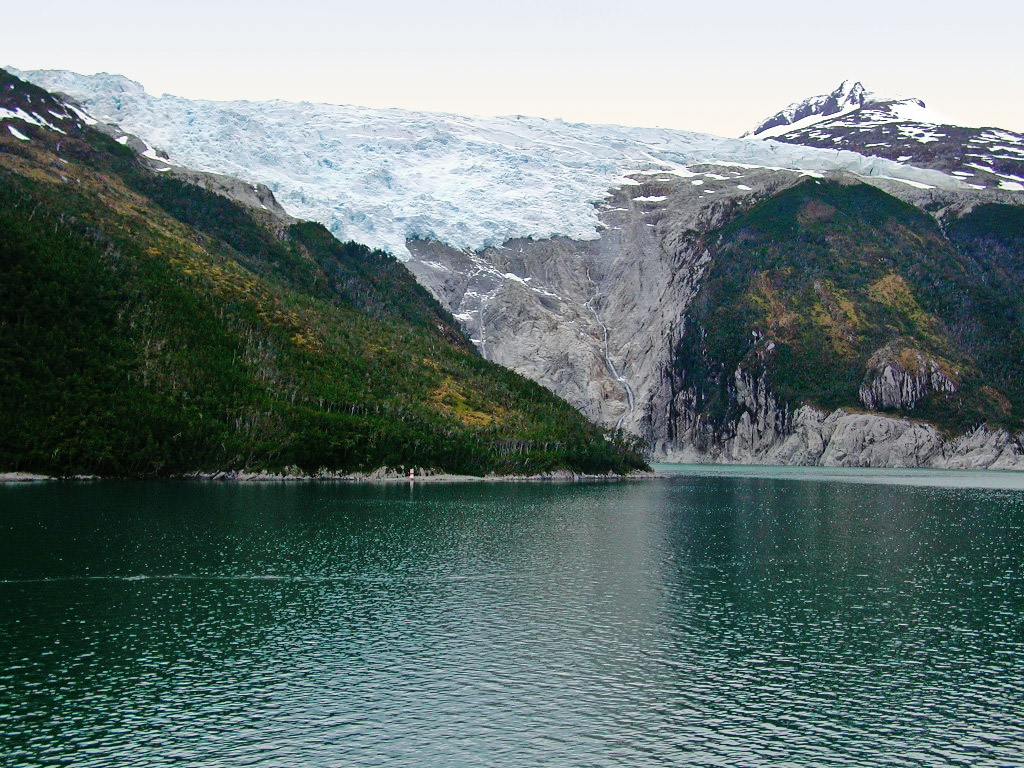
Lodowiec Romanche na północnym brzegu Kanału
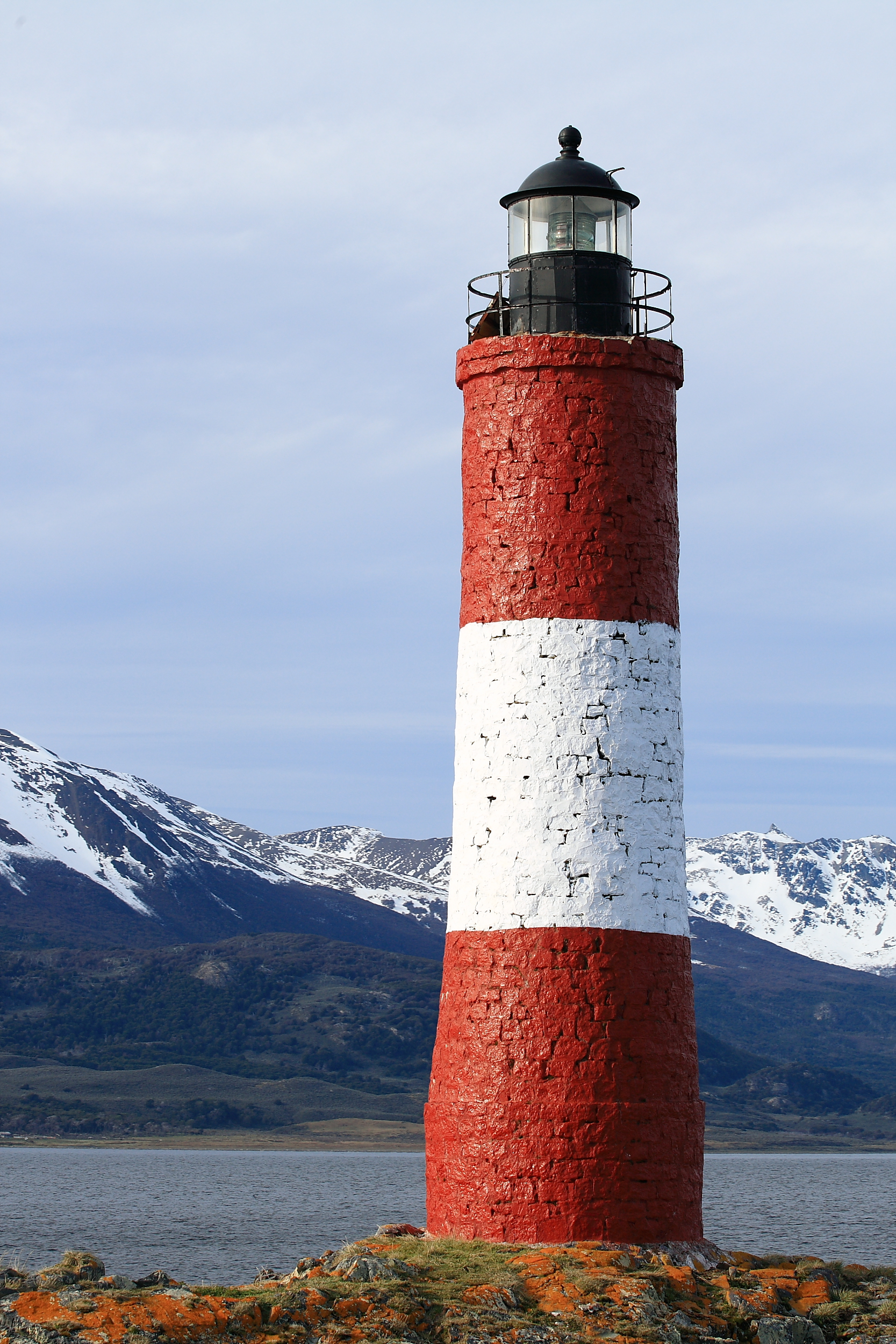
Latarnia morska Les Eclaireurs, zwana „latarnią na końcu świata”, w pobliżu miasta Ushuaia

## Historia
Nazwa cieśniny pochodzi od brytyjskiego statku HMS Beagle, który przebył ją podczas ekspedycji Charlesa Darwina (1831–1836).
Granica między Argentyną a Chile wzdłuż kanału Beagle była sporna przez wiele lat. Źródłem konfliktu stała się przynależność do jednego z państw wysp Picton, Lennox i Nueva oraz wód Kanału Beagle i związane z tym możliwości rybołówstwa, prawdopodobne złoża ropy naftowej oraz potencjalne prawa do Półwyspu Antarktycznego. Spór narastał i w latach osiemdziesiątych XX wieku doprowadził do konfliktu zbrojnego, który jednak nie był prowadzony na szeroką skalę. Zakończył się on przy udziale mediacji papieża Jana Pawła II. 23 stycznia 1984 podpisano a 2 maja 1985 ratyfikowano Traktat o Pokoju i Przyjaźni argentyńsko-chilijskiej (Tratado de Paz y Amistad Argentino–Chileno). W wyniku porozumienia Chile otrzymało wyspy a Argentyna większość praw morskich.

## Przypisy

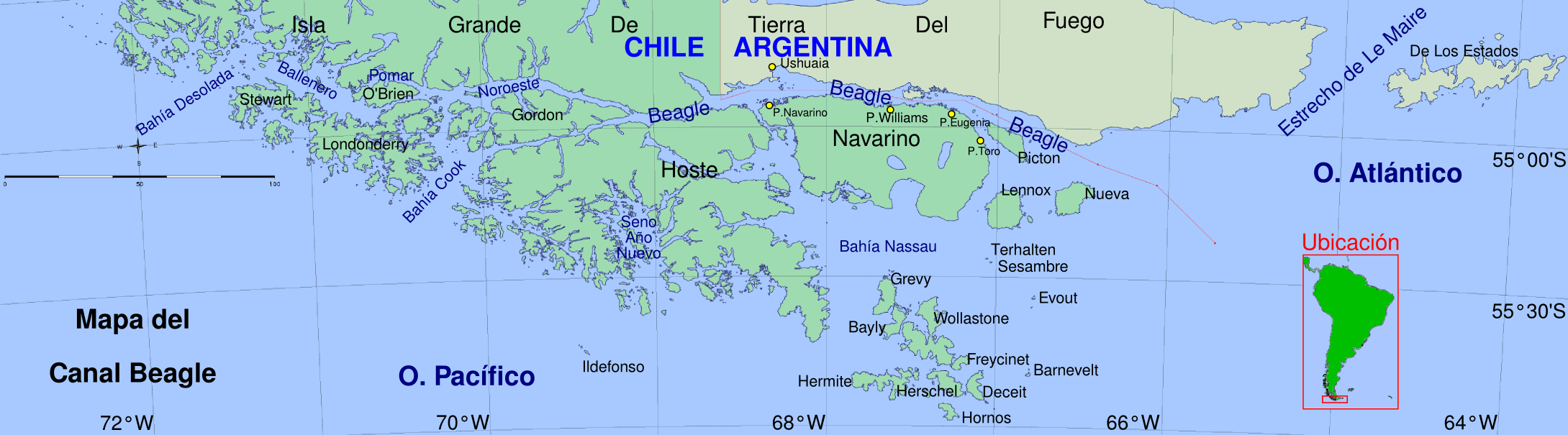
Przebieg kanału Beagle, między Atlantykiem i Pacyfikiem